# Strophius albofasciatus
Strophius albofasciatus är en spindelart som beskrevs av Cândido Firmino de Mello-Leitão 1929. 
Strophius albofasciatus ingår i släktet Strophius och familjen krabbspindlar. Inga underarter finns listade i Catalogue of Life.